# 六戸町立六戸小学校
六戸町立六戸小学校（ろくのへちょうりつ ろくのへしょうがっこう）は、青森県上北郡六戸町犬落瀬にあった公立小学校。

## 概要
六戸町の中心部にある小学校で、町内の小学校では最も大きい規模になっている（2012年度）。ほとんどの児童は学区内の六戸町立六戸中学校に進学する。全校児童は、177名（2024年(閉校時点)現在）。

## 沿革
- 1877年（明治10年）11月5日 - 犬落瀬村大字犬落瀬字後田11番地に校舎新築し、明道小学として開校する[2]。
- 1879年（明治12年）4月17日 - 犬落瀬小学と改称。
- 1881年（明治14年） - 岡沼分教場開設。
- 1883年（明治16年）3月 - 改正教育令により、犬落瀬小学校と改称。
- 1886年（明治19年）11月 - 小学校令により、犬落瀬簡易小学校と改称。
- 1887年（明治20年）4月 - 犬落瀬尋常小学校に改称する。
- 1892年（明治25年）7月 - 高等科を併置し、犬落瀬尋常高等小学校と改称。
- 1898年（明治31年）
  - 6月9日 - 岡沼分教場が独立し、岡沼尋常小学校と改称。
  - 6月30日 - 七百分教場設置。
- 1903年（明治36年）12月1日 - 六戸尋常高等小学校と改称。
- 1904年（明治37年）1月19日 - 六戸村立農業補習学校を付設。
- 1909年（明治42年）5月1日 - 吉田尋常小学校を統合する。
- 1921年（大正10年）10月11日 - 長谷季節分教場設置。
- 1925年（大正14年）7月 - 2階建校舎新築。
- 1926年（大正15年） - 農業補習学校が、青年訓練所充当となる。
- 1928年（昭和3年）4月 - 長谷季節分教場が、通年制分教場となる。
- 1933年（昭和8年）4月30日 - 七百分教場が、七百小学校として独立。
- 1935年（昭和10年） - 青年訓練所充当六戸農業補習学校が、公立六戸青年学校と改称。
- 1941年（昭和16年）4月1日 - 国民学校令により、六戸国民学校となる。
- 1947年（昭和22年）4月1日 - 学校教育法により、六戸村立六戸小学校となる。六戸中学校を併置し、高等科生を中学校に移籍。
- 1948年（昭和23年）3月31日  - 六戸青年学校閉校。
- 1949年（昭和24年）5月 - 学校『週5日制』実施（約2年で廃止）。
- 1954年（昭和29年）3月31日  - 3教室新築竣工。
- 1955年（昭和30年）3月20日 - 4教室・昇降口・便所増築竣工。
- 1956年（昭和31年）4月25日 - 大字犬落瀬字明土63番地（現在地）にブロック建築の新築校舎完成。
- 1957年（昭和32年）
  - 3月 - 木造の体育館完成。
  - 10月1日 - 六戸村の町制施行により、六戸町立六戸小学校と改称。
- 1958年（昭和33年）9月18日 - 台風21号により、床上浸水の被害。また、睦橋流出により、海傳寺を『特設上吉田分校』とする。
- 1964年（昭和39年）5月2日 - 校旗樹立、校歌制定。
- 1976年（昭和51年）
  - 2月17日 - 防音校舎第1期工事完成（普通教室5、保健室、用務員室）。
  - 4月1日 - 特殊学級設置。
- 1977年（昭和52年）3月25日 - 防音校舎第2期工事完成（普通教室8、図書室、家庭科室、放送室、視聴覚室、職員室、校長室、児童会室）。
- 1978年（昭和53年）3月25日 - 防音校舎第3期工事完成（音楽室、理科室、図書室、更衣室、校門及び道路舗装工事完了）。
- 1979年（昭和54年）8月20日 - 創立100周年記念式典挙行。記念碑及び記念庭園完成。
- 1981年（昭和56年）3月10日 - 防音・暖房装置付講堂完成。
- 1982年（昭和57年）6月15日 - 校舎北西側駐車場舗装工事完了。
- 1984年（昭和59年）11月28日 - 相撲場屋根架設工事落成。
- 1992年（平成4年）3月15日 - 南門、校門前フェンス工事完了。
- 1994年（平成6年）
  - 1月29日 - 非常用放送設備等校内放送改修工事完了。
  - 4月6日 - 校庭の鉱滓撤去及び校庭改修工事完了する。
  - 11月14日 - 暖房ボイラー改修工事完了する。
- 1996年（平成8年）9月26日 - パソコン設置（20台）。
- 1999年（平成11年）4月19日 - 配膳室工事が完了し、完全学校給食開始。
- 2000年（平成12年）1月20日 - 校舎周囲フェンス改修工事完了する。
- 2001年（平成13年）
  - 4月1日 - 柳町小学校、長谷小学校を統合する。
  - 8月20日 - 体育館脇に物置小屋完成。
- 2002年（平成14年）9月27日 - 校舎外壁塗装工事完了。
- 2003年（平成15年）8月22日 - 職員室等移転工事完了（2階職員室・校長室を1階へ、1階図工室・更衣室を2階へ）。
- 2009年（平成21年）
  - 1月27日 - パソコン設置（41台）。
  - 4月1日 - 折茂小学校を統合する。
- 2011年（平成23年）3月11日 - 14時46分頃に東日本大震災発生。
- 2012年（平成24年）
  - 2月29日 - 耐震補強工事完了。
  - 3月23日 - 耐震改修工事完了。
- 2024年（令和6年）11月16日 - 閉校式典挙行[3]。
- 2025年（令和7年）3月31日 - 本校を含む町内全小中学校を統合した六戸町立義務教育学校六戸学園開校により閉校[4]。

## 児童数の推移
以下の児童数推移表は平成以降のもので、六戸小HP内 -学校案内-より作成。
|  | 児童数（人） |

| 1991年 | 309 |  |
| 1997年 | 252 |  |
| 2000年 | 227 |  |
| 2001年 | 302 |  |
| 2004年 | 269 |  |
| 2007年 | 270 |  |
| 2009年 | 330 |  |
| 2012年 | 261 |  |
| 2019年 | 200 |  |

## 学区
高屋敷、高舘、上町、南町1、南町2、中町、押込町、下町、舘野、林、高見、柴山、上吉田、入口、中堤、長谷、下吉田1、下吉田2、赤田、米沢、赤石、小平、柳町、鶴喰、折茂、折茂新田、川原新田。

## アクセス
- 六戸町民バス「六戸小学校」バス停から、徒歩約250m・約4分。
- 六戸中学校から、上述の六戸町民バスで「六戸小学校」バス停まで7分（逆方向は11分）、徒歩で約1.4km・約21分。
- 六戸町役場から、上述の六戸町民バスで「六戸小学校」バス停まで6分（逆方向は9分）、徒歩約900m・約8分、車で約900m・約2分。
- 青い森鉄道青い森鉄道線向山駅から、車で約6.4km・約11分。

## 周辺
- 青森県道20号八戸三沢線[1]
- 奥入瀬川[1]

## 参考資料
- 『六戸町史 年表』（六戸町史刊行委員会・平成7年3月31日発行）50頁（明治10年）～87頁（昭和53年）
- 「学校沿革 小学校 六戸小学校」『青森県教育史 別巻』青森県教育委員会、1973年12月20日、813頁。ASIN B000J7JCJY。